# Постановления ЕСПЧ по делам с участием Латвии
В списке представлены постановления (решения по существу дела, англ. judgments, фр. arrêts) Европейского суда по правам человека, принятые по жалобам против Латвии либо с её участием в роли третьей стороны. Жёлтым выделены постановления Большой палаты ЕСПЧ. Затемнены постановления Палаты, не вступившие в силу (пересмотренные Большой палатой или еще доступные для пересмотра ей).

## Постановления по делам против Латвии

### Срок полномочийЭ. Левитсакак судьи от Латвии (до 2004) и вакантного места судьи (2004—2005)
| Дата постановления | Название дела                   | Английское название дела, № жалобы          | Статьи ЕКПЧ, нарушение которых усмотрено Судом | Статьи ЕКПЧ, по которым усмотрено отсутствие нарушений или жалоба объявлена неприемлемой | Особые мнения судей | Примечания |
| 18.10.2001         | Кулакова против Латвии          | Kulakova v. Latvia, 50108/99                | Неприменимо (см. прим.)                        | Неприменимо (см. прим.)                                                                  | Нет                 | Дело прекращено (мировая) |
| 09.04.2002         | Подколзина против Латвии        | Podkolzina v. Latvia, 46726/99              | Ст. 3 протокола 1                              | Нет                                                                                      | Нет                 | Не найдено нужды отдельно рассматривать жалобы по ст. 13, 14. Выплата 9000 евро |
| 28.11.2002         | Лавент против Латвии            | Lavents v. Latvia, 58442/00                 | Ст. 5, 6, 8                                    | Нет                                                                                      | 1 мнение 1 судьи    | Выплата 15 000 евро. См. тж. Банк Балтия |
| 09.10.2003         | Сливенко против Латвии          | Slivenko v. Latvia, 48321/99                | Ст. 8                                          | Ч. 1 ст. 5                                                                               | 3 мнения 7 судей    | Не найдено нужды отдельно рассматривать жалобы по ст. 14 (в сочетании с 8), ч. 4 ст. 5. Выплата 10 000 евро. В деле как третья сторона участвовала Россия. Судью от Латвии заменял судья ad hoc Р. Марусте. |
| 27.05.2004         | Клуб защиты среды против Латвии | Vides Aizsardzibas Klubs v. Latvia,57829/00 | Ст. 10                                         | Нет                                                                                      | Нет                 | Выплата 4000 евро |
| 17.06.2004         | Жданок против Латвии.           | Zdanoka v. Latvia,58278/00                  | Ст. 11, ст. 3 протокола 1.                     | Нет                                                                                      | 2 мнения 2 судей    | Не найдено нужды отдельно рассматривать жалобу по ст. 10. Выплата 20 000 евро и 2236,5 латов |
| 02.12.2004         | Фарбтух против Латвии           | Farbtuhs v. Latvia, 4672/02                 | Ст. 3                                          | Нет                                                                                      | 1 мнение 1 судьи    | Выплата 6000 евро. Судью от Латвии заменяла судья ad hoc Я. Бриеде |
| 16.06.2005         | Сысоева и др. против Латвии     | Sisojeva and Others v. Latvia,60654/00      | Ст. 8                                          | Ст. 34                                                                                   | 2 мнения 3 судей    | Выплата 15 000 евро. В деле как третья сторона участвовала Россия. Судью от Латвии заменяла судья ad hoc Я. Бриеде                                                                                          |

### Срок полномочийИ. Зиемелекак судьи от Латвии
| Дата постановления | Название дела                       | Английское название дела, № жалобы                  | Статьи ЕКПЧ, нарушение которых усмотрено Судом | Статьи ЕКПЧ, по которым усмотрено отсутствие нарушений или жалоба объявлена неприемлемой | Особые мнения судей | Примечания |
| 09.02.2006         | Фрейманис и Лидумс против Латвии    | Freimanis and Lidums v. Latvia, 73443/01 и 74860/01 | Ч. 3 и 4 ст. 5, ч. 1 и 2 ст. 6 | Нет | Нет                 | В выплате заявителям отказано. См. тж. Банк Балтия |
| 09.03.2006         | Свипста против Латвии               | Svipsta v. Latvia, 66820/01                         | Ч. 1, 3 и 4 ст. 5 | Ч. 1 ст. 6 | Нет                 | Выплата 3000 евро |
| 16.03.2006         | Жданок против Латвии                | Zdanoka v. Latvia, 58278/00                         | Нет | Ст. 11, ст. 3 протокола 1. | 5 мнений 7 судей    | Не найдено нужды отдельно рассматривать жалобу по ст. 10. Судью от Латвии заменяла судья ad hoc Я. Бриеде |
| 04.05.2006         | Кадикис против Латвии (№ 2)         | Kadikis v. Latvia (No. 2), 62393/00                 | Ст. 3, 13 | Нет | Нет                 | Выплата 7000 евро |
| 15.06.2006         | Корнаков против Латвии              | Kornakovs v. Latvia, 61005/00                       | Ч. 1 и 3 ст. 5, ч. 1 ст. 6, ст. 8, ст. 34 (перехват части корреспонденции заявителя с Судом и наказание за обращение в ЕСПЧ)                                                                                       | Ст. 34 (непредоставление копий ряда документов заявителю) | Нет                 | Выплата 10 000 евро |
| 15.06.2006         | Юрьев против Латвии                 | Jurjevs v. Latvia, 70923/01                         | Ч. 1 и 4 ст. 5 | Нет | Нет                 | Выплата 2000 евро |
| 15.06.2006         | Моисеев против Латвии               | Moisejevs v. Latvia, 64846/01                       | Ст. 3, ч. 1 и 3 ст. 5, ч. 1 ст. 6, ст. 8, ст. 8 в сочетании со ст. 13, ст. 34 (перехват части корреспонденции заявителя с Судом)                                                                                   | Ст. 34 (непредоставление копий ряда документов заявителю) | Нет                 | Заявитель не требовал выплат. Не найдено нужды отдельно рассматривать жалобу по ст. 13 в сочетании со ст. 34 |
| 15.06.2006         | Шеванова против Латвии              | Shevanova v. Latvia, 58822/00                       | Ст. 8 | Нет | 2 мнения 2 судей    | Выплата 6000 евро. Судью от Латвии заменяла судья ad hoc Я. Бриеде |
| 22.06.2006         | Кафтайлова против Латвии            | Kaftailova v. Latvia, 59643/00                      | Ст. 8 | Нет | 3 мнения 4 судей    | Заявительница не подала требования о возмещении в указанный срок. Судью от Латвии заменяла судья ad hoc Я. Бриеде |
| 30.11.2006         | Игорь Дмитриев против Латвии        | Igors Dmitrijevs v. Latvia, 61638/00                | Ст. 8, 9, 34 (отказ предоставить заявителю формуляр жалобы в ЕСПЧ и требование выданного латвийским судом разрешения для обращения в ЕСПЧ)                                                                         | Ст. 34 (непредоставление копий ряда документов заявителю) | Нет                 | Заявитель не требовал выплат |
| 15.01.2007         | Сысоева и др. против Латвии         | Sisojeva and Others v. Latvia, 60654/00             | Неприменимо (см. прим.) | Ст. 34. По прочим статьям неприменимо (см. прим.) | 1 мнение 1 судьи    | Дело прекращено (суд счёл, что спор разрешён). В деле как третья сторона участвовала Россия. Судью от Латвии заменяла судья ad hoc Я. Бриеде |
| 18.01.2007         | Эстрих против Латвии                | Estrikh v. Latvia, 73819/01                         | Ч. 3 ст. 5, ч. 1 ст. 6, ст. 8 | Ст. 8 (запрет переписки) | Нет                 | Выплата 5000 евро |
| 01.02.2007         | Назаренко против Латвии             | Nazarenko v. Latvia, 76843/01                       | Ч. 1 и 3 ст. 5 | Ч. 1. ст. 6, ст. 8 | Нет                 | Выплата 3000 евро |
| 01.02.2007         | Вогин против Латвии                 | Vogins v. Latvia, 3992/02                           | Ч. 3 ст. 5 | Ч. 1 ст. 6 | Нет                 | Заявитель не требовал выплат |
| 08.02.2007         | Чистяков против Латвии              | Cistiakov v. Latvia, 67275/01                       | Ч. 1 ст. 5 (в отношении 8 дней заключения под стражу), ч. 3 ст. 5, ч. 1 ст. 6, ст. 8 (тайна корреспонденции) | Ст 3, ч. 1 ст. 5 (в отношении большей части заключения под стражу), ст. 8 (семейная жизнь), ст. 1 протокола № 1, ст. 2 протокола № 4, ст. 2 протокола № 7                                                                  | Нет                 | Выплата 5000 евро |
| 31.05.2007         | Михолап против Латвии               | Miholapa v. Latvia, 61655/00                        | Ч. 1 ст. 6 | Нет | 1 мнение 2 судей    | Заявительница не требовала выплаты |
| 28.06.2007         | Брока против Латвии                 | Broka v. Latvia, 70926/01                           | Нет | Ст. 3, ч. 1 ст. 6, ст. 1 протокола № 1 (отдельно и в сочетании со ст. 13 и 14) | Нет                 | . |
| 12.07.2007         | АО «Диена» и Озолиньш против Латвии | A/S Diena and Ozolins v. Latvia, 16657/03           | Ст. 10 | Нет | Нет                 | Выплата 13 292 евро |
| 31.07.2007         | Зайцев против Латвии                | Zaicevs v. Latvia, 65022/01                         | Ст. 2 протокола № 7 | Ст. 6 | Нет                 | Выплата 1200 евро |
| 08.11.2007         | Перри против Латвии                 | Perry v. Latvia, 30273/03                           | Ст. 9 | Нет | Нет                 | Выплата 5000 евро. Не найдено нужды рассматривать отдельно жалобу по ст. 14. |
| 07.12.2007         | Шеванова против Латвии              | Shevanova v. Latvia, 58822/00                       | Неприменимо (см. прим.) | Неприменимо (см. прим.) | Нет                 | Дело прекращено (суд счёл, что спор разрешён), выплата 1000 евро. Судью от Латвии заменяла судья ad hoc Я. Бриеде |
| 07.12.2007         | Кафтайлова против Латвии            | Kaftailova v. Latvia, 59643/00                      | Неприменимо (см. прим.) | Неприменимо (см. прим.) | Нет                 | Дело прекращено (суд счёл, что спор разрешён), выплата 886 евро. Судью от Латвии заменяла судья ad hoc Я. Бриеде |
| 24.01.2008         | Z. против Латвии                    | Z. v. Latvia, 14755/03                              | Ч. 3 ст. 5 | Ч. 1 и 3 ст. 6 | Нет                 | Выплата 500 евро |
| 24.06.2008         | Адамсонс против Латвии              | Adamsons v. Latvia, 3669/03                         | Ст. 3 протокола № 1. | Нет | 2 мнения 4 судей    | Выплата 10 000 евро. Не найдено нужды рассматривать отдельно жалобу по ст. 14. Судью от Латвии заменял судья ad hoc Л. Гарлицкий |
| 24.07.2008         | Кононов против Латвии               | Kononov v. Latvia, 36376/04                         | Ст. 7 | Нет | 3 мнения 4 судей    | Выплата 30 000 евро. В деле как третьи стороны участвовали Литва и Россия |
| 14.10.2008         | Блумберга против Латвии             | Blumberga v. Latvia, 70930/01                       | Ч. 1 ст. 6 | Ст. 1 протокола № 1 | 1 мнение 1 судьи    | Выплата 8000 евро. Не найдено нужды рассматривать отдельно жалобу по ст. 13 |
| 18.02.2009         | Андреева против Латвии              | Andrejeva v. Latvia, 55707/00                       | Ч. 1 ст. 6, ст. 1 протокола № 1 в сочетании со ст. 14 | Нет | 1 мнение 1 судьи    | Выплата 6500 евро |
| 07.07.2009         | Заволока против Латвии              | Zavoloka v. Latvia, 58447/00                        | Нет | Ст. 13 в сочетании со ст. 2 | 1 мнение 1 судьи    | . |
| 16.07.2009         | Никитенко против Латвии             | Nikitenko v. Latvia, 62609/00                       | Ст. 3, 8 | Нет | Нет                 | Заявитель не требовал выплаты. Не найдено нужды рассматривать отдельно жалобу по ст. 34 |
| 15.09.2009         | Пацула против Латвии                | Pacula v. Latvia, 65014/01                          | Ч. 1 и 3 ст. 6 (по делу о телесных повреждениях), ст. 8 | Ч. 1 и 3 ст. 6 (по делу о краже), ст. 34 | Нет                 | Заявитель не требовал выплаты. |
| 15.09.2009         | Миролюбов и др. против Латвии       | Mirolubovs and Others v. Latvia, 798/05             | Ст. 9 | Ст. 6, 13, 14, ст. 1 протокола № 1 | 1 мнение 1 судьи    | Выплата 4000 евро. Не найдено нужды рассматривать отдельно жалобу по ст. 8 и 11 |
| 24.11.2009         | Шеннон против Латвии                | Shannon v. Latvia, 32214/03                         | Ч. 4 ст. 5 (задержка рассмотрения судами двух жалоб заявителя) | Ч. 1 ст. 5, ч. 4 ст. 5 (задержка рассмотрения судами трёх жалоб заявителя), ч. 1 и 2 ст. 6, ст. 8 | Нет                 | В выплате компенсации отказано полностью. |
| 01.12.2009         | Еронович против Латвии              | Jeronovics v. Latvia, 547/02                        | Ст. 3, ч. 1 ст. 6 | Нет | Нет                 | Выплата 5000 евро. |
| 17.05.2010         | Кононов против Латвии               | Kononov v. Latvia, 36376/04                         | Нет | Ч. 1 ст. 7 | 2 мнения 7 судей    | Не найдено нужды рассматривать отдельно жалобу по ч. 2 ст. 7. В деле как третьи стороны участвовали Литва и Россия. Судью от Латвии заменял судья ad hoc А. В. Лоув |
| 19.10.2010         | Базяк против Латвии                 | Bazjaks v. Latvia, 71572/01                         | Ст 3, 13 (в отношении заключения в Даугавпилсской тюрьме) | Ст. 3 (в отношении качества лечения в Гривской тюрьме), ст. 3 и 13 (в отношении содержания под стражей, а также заключения в Елгавской тюрьме и штрафных камерах Даугавпилсской тюрьмы), ст. 5, 6, 14, ст. 2 протокола № 7 | Нет                 | Выплата 11 700 евро |
| 26.10.2010         | Марина против Латвии                | Marina v. Latvia, 46040/07                          | Ч. 1 ст. 6 | Нет | Нет                 | Выплата 1000 евро. Не найдено нужды рассматривать отдельно жалобу по ст. 13 и ст. 1 протокола № 1 |
| 21.12.2010         | Ясинский против Латвии              | Jasinskis v. Latvia, 45744/08                       | Ст. 2 | Нет | Нет                 | Выплата 50 000 евро. Не найдено нужды рассматривать отдельно жалобу по ст. 3 |
| 08.03.2011         | Вистиньш и Перепёлкин против Латвии | Vistins and Perepjolkins v. Latvia, 71243/01        | Нет | Ст. 14, ст. 1 протокола № 1 | 1 мнение 1 судьи    | Судью от Латвии заменял судья от Польши Л. Гарлицкий |
| 19.04.2011         | Гасиньш против Латвии               | Gasins v. Latvia, 69458/01                          | Ч. 1 ст. 5 (в отношении 25 суток содержания под стражей), ч. 3 и 4 ст. 5 | Ч. 1 ст. 5 (в отношении большей части содержания под стражей), ч. 2 и 5 ст. 5, ч. 1, 2 и 3 ст. 6 | 1 мнение 1 судьи    | Заявитель не запросил выплаты в надлежащий срок. |
| 31.05.2011         | Черников против Латвии              | Cernikovs v. Latvia, 71071/01                       | Ч. 3 ст. 5, ч. 1 ст. 6 | Ст. 8 и другие (не уточнены в тексте постановления) | Нет                 | Заявитель не запросил выплаты в надлежащий срок. |
| 31.05.2011         | Бирзниекс против Латвии             | Birznieks v. Latvia, 65025/01                       | Ч. 1 ст. 5 (в отношении содержания под стражей с 26.07 по 03.09, с 11.09. до 23.12 1998 года и с 04.02 до 01.03 1999 года), ч. 4 ст. 5 (в отношении содержания под стражей с 01.03.1999 по 12.05.2000), ст. 8 и 34 | Ч. 1 ст. 5 (в отношении остального срока содержания под стражей) | Нет                 | Заявитель не запросил выплаты в надлежащий срок. Не найдено нужды рассматривать жалобу по ч. 4 ст. 5 в отношении содержания под стражей с 23.12.1998 до 01.03.1999 |
| 14.06.2011         | Лея против Латвии                   | Leja v. Latvia,71072/01                             | Ст. 34 | Ст. 3, 13, ч. 1 и 3 ст. 6, ст. 14, ст. 2 протокола № 7 | Нет                 | Выплата 1064 евро |
| 28.06.2011         | Лигере и Лигере против Латвии       | Ligeres v. Latvia, 17/02                            | Нет | Ч. 1 ст. 6, ст. 13 и другие (не уточнены в тексте постановления) | 1 мнение 1 судьи    | . |
| 05.07.2011         | Карнеев против Латвии               | Karnejevs v. Latvia, 14749/03                       | Ч. 4 ст. 5 | Ч. 1 ст. 5 | Нет                 | Заявитель не подавал требования о выплате. Дело по ч. 3 ст. 5 и ч. 1 ст. 6 прекращено в связи с признанием правительством нарушения |
| 19.07.2011         | Л.М. против Латвии                  | L.M. v. Latvia, 26000/02                            | Ч. 1 ст. 5 | Ч. 4 ст. 5 и др. (не уточнены в постановлении) | Нет                 | Выплата 9200 евро |
| 15.11.2011         | Лонга Йонкё против Латвии           | Longa Yonkeu v. Latvia, 57229/09                    | Ч. 1 ст. 5 (задержание с 20.05. по 16.09. и с 23.10. до 02.11 2009 года, произвольный характер депортации) | Ст. 1, 2, 3, ч. 1 ст. 5 (другие периоды задержания), ч. 2 и 4 ст. 5, ст. 6, ст. 13 | 1 мнение 1 судьи    | Выплата 9000 евро |
| 29.11.2011         | Бейере против Латвии                | Beiere v. Latvia, 30954/05                          | Ч. 1 ст. 5 | Ст. 3, 4, 6, 7, 10, ст. 2 протокола № 7. | Нет                 | Выплата 9000 евро. |
| 13.12.2011.        | Х. против Латвии                    | X. v. Latvia, 27853/09                              | Ст. 8 | Есть (не уточнены в постановлении) | 1 мнение 2 судей    | Выплата 10 044 евро. Суд счёл нужным анализировать соответствие ст. 8 тех действий, которые заявитель оспаривал как нарушения ст. 6 |
| 20.12.2011         | Зандбергс против Латвии             | Zandbergs v. Latvia, 71092/01                       | Ч. 3 (в отношении продолжительности содержания под стражей в Латвии) и 4 ст. 5 | Ч. 1, ст. 5, ч. 3 ст. 5 (в отношении незачета времени содержания под стражей в США), ч. 1 ст. 6 и др. (не уточнены в постановлении)                                                                                        | Нет                 | Выплата 3000 евро |
| 17.01.2012         | Кривошей против Латвии              | Krivosejs v. Latvia, 45517/04                       | Нет | Ст. 3, 13, другие (не уточнены). | Нет                 | . |
| 28.02.2012         | Мелнитис против Латвии              | Melnitis v. Latvia, 30779/05                        | Ст.3 | Нет | Нет                 | Выплата 7000 евро |
| 17.04.2012         | Й. Л. против Латвии                 | J. L. v. Latvia, 23893/06                           | Ст. 3 (инцидент в Центральной тюрьме) | Ст. 3 и 13 (содержание в Екабпилсской тюрьме), др. (не уточнены в тексте постановления) | Нет                 | Выплата 10 000 евро. Не найдено нужды отдельно рассматривать жалобу по ст. 13 |
| 29.05.2012         | Эпнерс-Гефнерс против Латвии        | Epners-Gefners v. Latvia, 37862/02                  | Нет | Ст. 3, 8 | Нет                 | . |
| 03.07.2012         | Алексеева против Латвии             | Aleksejeva v. Latvia, 21780/07                      | Нет | Ст. 3, 8 | Нет                 | . |
| 25.09.2012         | Викулов и др. против Латвии         | Vikulov and Others v. Latvia, 16870/03              | Нет | Ст. 3, 5 | Нет                 | В деле как третья сторона участвовала Россия. |
| 02.10.2012         | Миткус против Латвии                | Mitkus v. Latvia, 7259/03                           | Ст. 3, ч. 1 ст. 6, ст. 8 | Ч. 3 ст. 6, ст. 5 и 14 | 1 мнение 1 судьи    | Выплата 16 000 евро |
| 02.10.2012         | Юрий Дмитриев против Латвии         | Jurijs Dmitrijevs v. Latvia, 37467/04               | Ст. 3 (инцидент 01.11.1999), ч. 1 ст. 6 | Ст. 3 (инцидент 26.10.2004) | Нет                 | Выплата 5 000 евро. Не найдено нужды рассматривать отдельно жалобу по ст. 13 |
| 25.10.2012         | Вистиньш и Перепелкин против Латвии | Vistins and Perepjolkins v. Latvia, 71243/01        | Ст. 1 протокола № 1 | Нет | 1 мнение 5 судей    | Вопрос о компенсации отложен. Не найдено нужды рассматривать жалобу по ст. 14. Судью от Латвии заменял судья от Польши Л. Гарлицкий |
| 27.11.2012         | Савич против Латвии                 | 17892/03                                            | Ст. 3 (условия содержания в Даугавпилсской тюрьме). | Нет | Нет                 | Выплата 5000 евро |
| 04.12.2012         | Петрикс против Латвии               | 19619/03                                            | Ст. 3 (условия содержания в Салдусе) | Ст. 3 (условия содержания под стражей в Кулдиге), ст. 5 | Нет                 | Выплата 6000 евро. Суд прекратил производство по вопросу о соответствии ст. 3 качества медицинской помощи в Лиепайской тюрьме. |
| 11.12.2012         | Тимофеевы против Латвии             | 45393/04                                            | Ст. 3 (в отношении расследования правомерности процедуры задержания первого заявителя) | Ст. 3 (в отношении условий содержания обоих заявителей), 3, 6, 13 (в отношении второго заявителя) | Нет                 | Выплата 4000 евро |
| 11.12.2012         | Воврушко против Латвии              | Vovrusko v. Latvia, 11065/02                        | Ст. 3 | Нет | 1 мнение 2 судей    | Выплата 4000 евро |
| 18.12.2012         | Чупраков против Латвии              | Cuprakovs v. Latvia, 8543/04                        | Ст. 3 | Ст. 34 | Нет                 | Выплата 4000 евро |
| 08.01.2013         | Балтиньш против Латвии              | Baltins v. Latvia, 25282/07                         | Ст. 6 | Есть (не уточнены в постановлении) | Нет                 | Выплата 5000 евро |
| 22.01.2013         | Михайлов против Латвии              | Mihailovs v. Latvia, 35939/10                       | Ч. 1 и 4 ст. 5 (по отношению к периоду до 01.04.2010) | Ст. 2, 3, ч. 1 и 4 ст. 5 (по отношению к периоду после 01.04.2010), ст. 6, 7 | Нет                 | Выплата 15 000 евро. Не найдено нужды отдельно рассматривать жалобу по ст. 8. После публикации постановления латвийский омбудсмен обвинил правительство в предоставлении суду неверной информации. |
| 28.05.2013         | Сорокин и Сорокина против Латвии    | Sorokins and Sorokina v. Latvia, 45476/04           | В отношении первого заявителя — ст. 3 (процессуальное) и 6 (о продолжительности разбирательства) | В отношении первого заявителя — 5, 6 (об использовании признания как доказательства); жалоба второй заявительницы отвергнута ratione personae                                                                              | Нет                 | Выплата 5000 евро |
| 11.06.2013         | Банников против Латвии              | Bannikov v. Latvia, 19279/03                        | Ст. 5 (§ 3) | Ст. 8 | 1 мнение 2 судей    | Заявитель не подал требования компенсации вовремя. |
| 25.06.2013         | Гримайлов против Латвии             | Grimailovs v. Latvia, 6087/03                       | Ст. 3 | Ст. 5 (§ 5) | Нет                 | Выплата 6000 евро |
| 02.07.2013         | Холоденко против Латвии             | Holodenko v. Latvia, 17215/07                       | Ст. 3 | Ст. 5, 6 | 1 мнение 1 судьи    | Выплата 5000 евро |
| 16.07.2013         | Нагла против Латвии                 | Nagla v. Latvia, 73469/10                           | Ст. 10 | Нет | Нет                 | Не найдено нужды отдельно рассматривать жалобу по ст. 8. Выплата 20 000 евро |
| 29.10.2013         | Д. Ф. против Латвии                 | D. F. v. Latvia, 11160/07                           | Ст. 3 | Ст. 6, 13, 14 | Нет.                | Выплата 8000 евро. |
| 26.11.2013         | X. против Латвии                    | X. v. Latvia, 27853/09                              | Ст. 8 | Нет | 2 мнения 9 судей    | Выплата 2000 евро. |
| 17.12.2013         | Раудевс против Латвии               | Raudevs v. Latvia, 24086/03                         | Ст. 5 | Нет | .                   | Не найдено нужды отдельно рассматривать жалобу по ст. 6. Выплата 10 000 евро. |
| 28.01.2014         | Вейсс против Латвии                 | Veiss v. Latvia, 15152/12                           | Ст. 6 (§ 1) | Ст. 8 | Нет                 | Выплата 3000 евро. |
| 11.02.2014         | Сапожков против Латвии              | Sapozkovs v. Latvia, 8550/03                        | Ст. 3 | Нет | Нет                 | Выплата 4000 евро |
| 11.02.2014         | Цесниекс против Латвии              | Cēsnieks v. Latvia, 9278/06                         | Ч. 1 ст. 6 | Нет | 1 мнение 1 судьи    | Выплата 11 000 евро |
| 25.02.2014         | Авотиньш против Латвии              | Avotins v. Latvia, 17502/07                         | Нет | Ч. 1 ст. 6 | 1 мнение 3 судей    | . |
| 25.02.2014         | Берзиньш против Латвии              | Berzins v. Latvia, 25147/07                         | Ст. 3 (процедурный аспект) | Ст. 3, 5, 6 и 8, ст. 1 протокола № 1 | Нет                 | Выплата 4000 евро |
| 25.03.2014         | Вистиньш и Перепелкин против Латвии | Vistins and Perepjolkins v. Latvia, 71243/01        | Неприменимо | Неприменимо | 2 мнения 5 судей    | Постановление касалось лишь определения компенсации за нарушение, констатированное в постановлении от 25.10.2012. Присуждена выплата 1 210 663,1 евро компенсации за материальный ущерб, 6000 евро за нематериальный ущерб и 3000 евро за издержки. Судью от Латвии заменял судья от Польши Л. Гарлицкий |
| 15.04.2014         | Дюндик против Латвии                | Djundiks v. Latvia, 14920/05                        | Ст. 3, § 1 ст. 5 | Нет | Нет                 | Выплата 5000 евро |
| 29.04.2014         | Л.Х. против Латвии                  | L.H. v. Latvia, 52019/07                            | Ст. 8 | Нет | Нет                 | Выплата 13 786 евро |
| 29.04.2014         | Терновскис против Латвии            | Ternovskis v. Latvia, 33637/02                      | Ч. 1 ст. 6 | Нет | 1 мнение 1 судьи    | Выплата 5000 евро |
| 24.06.2014         | Петрова против Латвии               | Petrova v. Latvia, 4605/05                          | Ст. 8 | Нет | 1 мнение 1 судьи    | Не найдено нужды отдельно рассматривать жалобу по ст. 3. Выплата 10 500 евро |
| 24.06.2014         | A.K. против Латвии                  | A.K. v. Latvia, 33011/08                            | Ст. 8 | Ст. 6 | 2 мнения 2 судей    | Выплата 10 141 евро |
| 24.07.2014         | Чаловский против Латвии             | Čalovskis v. Latvia, 22205/13                       | Ст. 3 (содержание в зале суда), § 1 и 4 ст. 5 (заключение под стражу с целью дальнейшей выдачи) | Ст. 3 (возможная выдача США), § 1 ст. 5 (доступ к адвокату и время, данное на подготовку к судебному заседанию) | 2 мнения 3 судей    | Выплата 5000 евро |
| 23.09.2014         | О. Г. против Латвии                 | O.G. v. Latvia, 66095/09                            | § 1 и 4 ст. 5 | Ст. 3 и статья 4 протокола № 7 | Нет                 | Выплата 10 050 евро |
| 21.10.2014         | Y против Латвии                     | Y v. Latvia, 61183/08                               | Нет | Ст. 3 и 13 | 2 мнения 3 судей    | . |
| 28.10.2014         | Уртанс против Латвии                | Urtāns v. Latvia, 16858/11                          | § 1 ст. 5 (в отношении содержания под стражей по меньшей мере с 12.10.2010 до 08.08.2011) | § 1 ст. 5 (в отношении ареста и начального этапа содержания под стражей ), § 3 ст. 6, ст. 14 | Нет                 | Выплата 3000 евро. |
| 18.11.2014         | Эмарс против Латвии                 | Emars v. Latvia, 22412/08                           | ст. 2 (процессуальное) | (суд решил рассмотреть наличие нарушения ст. 2, хотя заявитель считал нарушенными ст. 6 и 13) | Нет                 | Выплата 10 017 евро |
| 25.11.2014         | Лиепиньш против Латвии              | Liepiņš v. Latvia, 31855/03                         | ст. 6 (§ 1) | ст. 3, 6 (§ 3), 10, 13, 14, 17, ст. 2 протокола № 4 | Нет                 | Выплата 2000 евро |
| 02.12.2014         | Таранекс против Латвии              | Taraneks v. Latvia, 3082/06                         | ст. 6 (§ 1 — в отношении провоцирования на совершение правонарушения), 8 | ст. 5, 6 (§ 1 — в отношении использования предположительно незаконно полученных доказательств), 14 | Нет                 | Выплата 9000 евро |
| 16.12.2014         | Дмитриев против Латвии              | Dmitrijevs v. Latvia, 49037/09                      | ст. 13 | ст. 3 | Нет                 | Выплата 500 евро |
| 13.01.2015         | Рубинс против Латвии                | Rubins v. Latvia, 79040/12                          | ст. 10 | Нет | 1 мнение 2 судей    | Выплата 10 280 евро |
| 13.01.2015         | Петропавловский против Латвии       | Petropavlovskis v. Latvia, 44230/06                 | Нет | ст. 10, 11, 13 | Нет                 | . |
| 13.01.2015         | Элберте против Латвии               | Elberte v. Latvia, 61243/08                         | ст. 3 и 8 | Нет | 1 мнение 1 судьи    | Не найдено нужды отдельно рассматривать жалобу по ст. 13. Выплата 16 500 евро |

### Вакантное место судьи (2015) и срок полномочий М. Митса как судьи от Латвии
| Дата постановления | Название дела                      | Английское название дела, № жалобы                                                  | Статьи ЕКПЧ, нарушение которых усмотрено Судом                                   | Статьи ЕКПЧ, по которым усмотрено отсутствие нарушений или жалоба объявлена неприемлемой      | Особые мнения судей | Примечания                                                                                              |
| 07.07.2015         | Давидовс против Латвии             | Davidovs v. Latvia, 45559/06                                                        | Ч. 1 и 3 ст. 5                                                                   | Ст. 3, 6, 8 и ст. 1 протокола № 1                                                             | Нет                 | Выплата 3250 евро                                                                                       |
| 21.07.2015         | Мейманис против Латвии             | Meimanis v. Latvia, 70597/11                                                        | Ст. 8                                                                            | Ст. 10, 13                                                                                    | Нет                 | Выплата 2500 евро. В составе суда была судья ad hoc И. Зиемеле                                          |
| 21.07.2015         | Насрулла против Латвии             | Nassr Allah v. Latvia, 66166/13                                                     | Ч. 4 ст. 5 (в вопросе о скорости рассмотрения законности содержания под стражей) | Ч. 1 и 4 (в вопросе об эффективности рассмотрения законности содержания под стражей) ст. 5    | Нет                 | В выплате заявителю отказано. В составе суда была судья ad hoc И. Зиемеле                               |
| 03.11.2015         | Микелсонс против Латвии            | Mikelsons v. Latvia, 46413/10                                                       | Ч. 4 ст. 5                                                                       | Ч. 1 ст. 5                                                                                    | Нет                 | Заявитель не требовал возмещения                                                                        |
| 07.01.2016         | Давидсонс и Савин против Латвии    | Dāvidsons and Savins v. Latvia, 17574/07 и 25235/07                                 | Ст. 6 (второй заявитель)                                                         | Ст. 6 (первый заявитель), ч. 1 ст. 5, ст. 14 и 17, ст. 2 протокола № 7, ст. 1 протокола № 12. | Нет                 | Выплата 3000 евро второму заявителю                                                                     |
| 24.03.2016         | Шарма против Латвии                | Sharma v. Latvia,                                                                   | Ч. 4 ст. 5, ст. 1 протокола № 7                                                  | Ч. 2 ст. 5                                                                                    | Нет                 | Выплата 5000 евро                                                                                       |
| 31.03.2016         | A, B и C против Латвии             | A, B and C v. Latvia, 30808/11                                                      | Нет                                                                              | Ст. 8                                                                                         | 2 мнения 2 судей    | |
| 31.03.2016         | Шантаре и Лабазников против Латвии | Šantare and Labazņikovs v. Latvia, 34148/07                                         | Ст. 8 в отношении прослушивания телефонных разговоров                            | Ст. 5, 6, 8                                                                                   | Нет                 | Выплата 3800 евро                                                                                       |
| 28.04.2016         | Балаев против Латвии               | Balajevs v. Latvia, 8347/07                                                         | ст. 3                                                                            | Нет                                                                                           | Нет                 | Выплата 5000 евро                                                                                       |
| 28.04.2016         | Чаман и Тимофеева против Латвии    | Čamans and Timofejeva v. Latvia, 42906/12                                           | Ч. 1 ст. 5 (в отношении задержания Чамана 17 ноября 2011 г.)                     | Ч. 1 ст. 5 (в отношении остального времени задержания Чамана и всего задержания Тимофеевой)   | Нет                 | Выплата 2135,44 евро                                                                                    |
| 23.05.2016         | Авотиньш против Латвии             | Avotiņš v. Latvia, 42906/12                                                         | Нет                                                                              | Ч. 1 ст. 6                                                                                    | 2 мнения 3 судей    | В составе суда была судья ad hoc Я. Бриеде. В деле приняли участие Кипр, Эстония и Европейская комиссия |
| 30.06.2016         | О.Г. против Латвии (№ 2)           | O.G. v. Latvia (no. 2), 69747/13                                                    | Ч. 1 ст. 5                                                                       | Нет                                                                                           | Нет                 | Выплата 4310 евро                                                                                       |
| 05.07.2016         | Еронович против Латвии             | Jeronovičs v. Latvia, 44898/10                                                      | Ст. 3 (процедурн.)                                                               | Нет                                                                                           | 3 мнения 8 судей    | В составе суда была судья ad hoc Я. Бриеде. Выплата 4000 евро.                                          |
| 12.07.2016         | ООО AKKA/LAA против Латвии         | SIA AKKA/LAA v. Latvia, 562/05                                                      | Нет                                                                              | Ст. 6, 13, ст. 1 протокола № 1                                                                | Нет                 | . |
| 01.09.2016         | Упите против Латвии                | Upīte v. Latvia, 7636/08                                                            | Нет                                                                              | Ст. 6                                                                                         | Нет                 | . |
| 06.10.2016         | Емельянов против Латвии            | Jemeļjanovs v. Latvia, 37364/05                                                     | Нет                                                                              | Ч. 1 и 3 ст. 6                                                                                | Нет                 | . |
| 13.10.2016         | Талмане против Латвии              | Talmane v. Latvia, 47938/07                                                         | Нет                                                                              | Ч. 1 и 2 ст. 6                                                                                | Нет                 | . |
| 20.10.2016         | Кирштейнс против Латвии            | Kiršteins v. Latvia, 36064/07                                                       | Ч. 1 ст. 6                                                                       | Нет                                                                                           | Нет                 | Выплата 3000 евро                                                                                       |
| 15.12.2016         | Ракузовс против Латвии             | Rakuzovs v. Latvia, 47183/13                                                        | Нет                                                                              | Ст. 3                                                                                         | Нет                 | . |
| 15.12.2016         | Ващенков против Латвии             | Vaščenkovs v. Latvia, 30795/12                                                      | Ч. 3 ст. 5                                                                       | Нет                                                                                           | Нет                 | Выплата 3000 евро                                                                                       |
| 12.01.2017         | Кирин против Латвии                | Kirins v. Latvia, 34140/07                                                          | Ст. 3 в сочетании со ст. 13, ст. 6                                               | Ст. 3, 5                                                                                      | Нет                 | Выплата 9200 евро                                                                                       |
| 26.01.2017         | Дзирнис против Латвии              | Dzirnis v. Latvia, 25082/05                                                         | Ст. 1 протокола № 1                                                              | Ст. 6                                                                                         | Нет                 | Выплата 93 283,5 евро                                                                                   |
| 27.04.2017         | Шмидт против Латвии                | Schmidt v. Latvia, 22493/05                                                         | Ч. 1 ст. 6                                                                       | Ст. 5 протокола № 7                                                                           | Нет                 | Выплата 6000 евро                                                                                       |
| 04.05.2017         | Осипков и другие против Латвии     | Osipkovs and Others v. Latvia, 39210/07                                             | Нет                                                                              | Ст. 1 протокола № 1                                                                           | Нет                 | . |
| 18.05.2017         | Боже против Латвии                 | Boze v. Latvia, 40927/05                                                            | Ст. 8                                                                            | Нет                                                                                           | Нет                 | Выплата 3000 евро. Не найдено нужды отдельно оценивать соблюдение ст. 13                                |
| 08.06.2017         | Силкане и другие против Латвии     | Silkane and Others v. Latvia, 70890/13,71499/13,24333/14,35916/14,64203/14,16590/15 | Ч. 1 ст. 6                                                                       | Нет                                                                                           | Нет                 | Выплата 19 500 евро                                                                                     |
| 15.06.2017         | Одеров против Латвии               | Oderovs v. Latvia, 21979/08                                                         | Ст. 8                                                                            | Ч. 1 и 3 ст. 6                                                                                | Нет                 | Выплата 2500 евро                                                                                       |
| 15.06.2017         | Фролов против Латвии               | Frolovs v. Latvia, 13289/06                                                         | Ч. 1 и 3 ст. 6 — об отказе в рассмотрении жалобы                                 | Ст. 6 — об использовании доказательств, полученных незаконно; ст. 3                           | Нет                 | В выплате компенсации отказано.                                                                         |
| 13.07.2017         | Озолс против Латвии                | Ozols v. Latvia, 61257/08                                                           | Нет                                                                              | Ч. 1 и 3 ст. 6                                                                                | Нет                 | . |
| 05.10.2017         | Островенец против Латвии           | Ostroveņecs v. Latvia, 36043/13                                                     | Ст. 3                                                                            | Нет                                                                                           | Нет                 | Выплата 9210 евро                                                                                       |
| 05.10.2017         | Абеле против Латвии                | Ābele v. Latvia, 60429/12 72760/12                                                  | Ст. 3                                                                            | Нет                                                                                           | Нет                 | Выплата 7500 евро. Не найдено нужды отдельно оценивать соблюдение ст. 13                                |
| 05.10.2017         | Калея против Латвии                | Kalēja v. Latvia, 22059/08                                                          | Ч. 1 ст. 6 — о продолжительности производства по делу                            | Ч. 1 и 3 ст. 6 — о юридической помощи, ч. 2 ст. 6, ст. 2                                      | Нет                 | Выплата 4000 евро                                                                                       |
| 09.11.2017         | Лютова против Латвии               | Lutova v. Latvia, 37105/09                                                          | Ч. 1 ст. 6                                                                       | Нет                                                                                           | Нет                 | Выплата 750 евро                                                                                        |
| 07.12.2017         | Цушко против Латвии                | Cuško v. Latvia, 32163/09                                                           | Ч. 1 ст. 6                                                                       | Нет                                                                                           | Нет                 | Выплата 750 евро                                                                                        |
| 08.03.2018         | Р. Ш. против Латвии                | R.Š. v. Latvia, 44154/14                                                            | Нет                                                                              | Ст. 2                                                                                         | 1 мнение 1 судьи    | . |
| 14.06.2018         | Рунгайнис против Латвии            | Rungainis v. Latvia, 40597/08                                                       | Нет                                                                              | Ст. 10                                                                                        | Нет                 | . |
| 19.07.2018         | Кирьяненко против Латвии           | Kirjaņenko v. Latvia, 39701/11                                                      | Ч. 1 ст. 6                                                                       | Нет                                                                                           | Нет                 | Выплата 2700 евро                                                                                       |
| 10.01.2019         | Эцис против Латвии                 | Ēcis v. Latvia, 12879/09                                                            | Ст. 8 в сочетании со ст. 14                                                      | Нет                                                                                           | 1 мнение 2 судей    | Выплата 3000 евро                                                                                       |
| 14.03.2019         | Кангерс против Латвии              | Kangers v. Latvia, 35726/10                                                         | Ч. 2 ст.6                                                                        | Нет                                                                                           | 1 мнение 1 судьи    | Выплата 762,30 евро                                                                                     |
| 05.09.2019         | Андерсоне против Латвии            | Andersone v. Latvia, 301/12                                                         | Ч. 1 ст.6                                                                        | Нет                                                                                           | Нет                 | Выплата 6000 евро                                                                                       |
| 19.09.2019         | Андерсена против Латвии            | Andersena v. Latvia, 79441/17                                                       | Ст. 6 - вопрос о равноправии сторон и состязательности                           | Ст. 6 - прочие вопросы, ст. 8                                                                 | Нет                 | Выплата 2000 евро                                                                                       |
| 30.01.2020         | Винк и Рыбицкая против Латвии      | Vinks and Ribicka v. Latvia, 28926/10                                               | Ст. 8                                                                            | .                                                                                             | Нет                 | Выплата 1500 евро                                                                                       |
| 13.02.2020         | Клопцов против Латвии              | Klopcovs v. Latvia, 26902/13                                                        | Ч. 1 ст. 6                                                                       | .                                                                                             | Нет                 | Выплата 1000 евро                                                                                       |
| 20.02.2020         | Зелчс против Латвии                | Zelčs v. Latvia, 65367/16                                                           | Ч. 1 ст. 5                                                                       | Чч. 1, 3 ст. 6                                                                                | Нет                 | . |
| 14.05.2020         | Родина против Латвии               | Rodina v. Latvia, 48534/10 19532/15                                                 | Ст. 8                                                                            | .                                                                                             | Нет                 | Выплата 10 300 евро                                                                                     |
| 11.06.2020         | Сляздевский против Латвии          | Sļadzevskis v. Latvia, 32003/13                                                     | Ст. 6                                                                            | .                                                                                             | Нет                 | Выплата 1053 евро                                                                                       |
| 11.06.2020         | Зирните против Латвии              | Zirnīte v. Latvia, 69019/11                                                         | .                                                                                | Ст. 6, ст. 1 протокола № 1, ст. 2 протокола № 7                                               | Нет                 | . |
| 11.06.2020         | Маркус против Латвии               | Markus v. Latvia, 17483/10                                                          | Ст. 1 протокола № 1                                                              | .                                                                                             | Нет                 | Заявитель не требовал компенсации                                                                       |
| 19.11.2020         | Дупате против Латвии               | Dupate v. Latvia, 18068/11                                                          | Ст. 8                                                                            | .                                                                                             | Нет                 | Выплата 7532 евро                                                                                       |
| 17.12.2020         | Мочульскис против Латвии           | Močuļskis v. Latvia, 71064/12                                                       | Ст. 8                                                                            | .                                                                                             | Нет                 | Выплата 3000 евро                                                                                       |
| 04.02.2021         | Воротникова против Латвии          | Vorotņikova v. Latvia, 68188/13                                                     | Ч. 1 ст. 6                                                                       | .                                                                                             | Нет                 | Выплата 3850 евро. В составе суда была судья ad hoc Д. Резевска                                         |

## Постановления по делам, где Латвия была третьей стороной
| Дата постановления | Название дела                        | Английское название дела, № жалобы          | Статьи ЕКПЧ, нарушение которых усмотрено Судом                        | Статьи ЕКПЧ, по которым усмотрено отсутствие нарушений или жалоба объявлена неприемлемой | Особые мнения судей | Примечания                                                                            |
| 09.06.2005         | Бакланов против России               | Baklanov v. Russia, 68443/01                | Ст. 1 протокола № 1                                                   | Нет                                                                                      | 1 мнение 1 судьи    | Компенсация 3000 евро за ущерб от нарушения; компенсация за издержки не запрашивалась |
| 05.07.2005         | «Агротехсервис» против Украины       | Agrotehservis v. Ukraine, 62608/00          | Ст. 6 (§ 1); Ст. 1 протокола № 1                                      | Нет                                                                                      | Нет                 | Компенсация 5000 евро за ущерб от нарушения; компенсация за издержки не запрашивалась |
| 12.07.2011         | Шнеерсоне и Кампанелла против Италии | Šneersone and Kampanella v. Italy, 14737/09 | Ст. 8 (в отношении предписания о возврате второго заявителя в Италию) | Ст. 6 (§ 1); 8 (в отношении отсутствия первой заявительницы на заседании суда)           | 1 мнение 1 судьи    | Компенсация 10 000 евро за ущерб от нарушения, 5000 евро за издержки                  |